# Dour
Dour är en kommun i Belgien.   Den ligger i provinsen Hainaut och regionen Vallonien, i den sydvästra delen av landet, 60 km sydväst om huvudstaden Bryssel. Antalet invånare är 16 967.
Trakten runt Dour består till största delen av jordbruksmark. Runt Dour är det tätbefolkat, med 397 invånare per kvadratkilometer.